# Bill Cobbs
Wilbert (Bill) Cobbs (Cleveland (Ohio), 16 juni 1934 – Riverside (Californië), 25 juni 2024) was een Amerikaans acteur.

## Biografie
Cobbs was acht jaar technicus bij de Amerikaanse luchtmacht, in zijn vrije tijd was hij actief in het amateurtheater. Hierna was hij werkzaam bij IBM en verkocht hij tweedehandsauto's. In 1970 verliet hij New York om een carrière als acteur te beginnen, waarna hij in meer dan 190 televisieseries en films speelde.
Cobbs overleed op 25 juni 2024 op 90-jarige leeftijd.

## Filmografie

### Films
Selectie:
- 2014: Night at the Museum: Secret of the Tomb - als Reginald
- 2013: Oz the Great and Powerful – als Master Tinker
- 2011: The Muppets – als opa
- 2009: Get Low – als Charlie Jackson
- 2006: Night at the Museum – als Reginald
- 2006: The Ultimate Gift – als Theophilus Hamilton
- 2002: Enough – als Jim Toller
- 1998: I Still Know What You Did Last Summer – als Estes
- 1998: Hope Floats – als verpleger
- 1998: Paulie – als Virgil
- 1997: Air Bud – als Arthur Chaney
- 1995: Things to Do in Denver When You're Dead – als Malt
- 1994: The Hudsucker Proxy – als Moses
- 1993: Demolition Man – als Zachary Lamb
- 1992: The Bodyguard – als Devaney
- 1991: New Jack City – als oude man
- 1986: The Color of Money – als Orvis
- 1984: The Cotton Club – als Big Joe Ison
- 1983: Silkwood – als man in lunchroom
- 1983: Trading Places – als barkeeper

### Televisieseries
Selectie:
- 2017-2019: Dino Dana - als mr. Hendrickson - 6 afl.
- 2016-2017: Greenleaf - als John McCready / Henry McCready - 4 afl.
- 2015: Hand of God - als Papa Gene - 2 afl.
- 2014: Rake - als rechter Rutchland - 4 afl.
- 2012-2013: Go On – als George – 10 afl.
- 2002-2004: The Drew Carey Show – als Tony – 9 afl.
- 2001-2003: JAG – als kapelaan Matthew Turner – 4 afl.
- 2000: The Michael Richards Show – als Jack – 7 afl.
- 2000: The Others – als Elmer Greentree – 13 afl.
- 1997-1998: The Gregory Hines Show – als James Stevenson – 20 afl.
- 1991-1993: I'll Fly Away – als Lewis Coleman – 13 afl.
- 1989: Homeroom – als Phil Drexler – 13 afl.
- 1987-1988: The Slap Maxwell Story – als The Dutchman - 5 afl.

- Biblioteca Nacional de España: XX1358288
- Bibliothèque nationale de France: cb141653303 (data)
- Gemeinsame Normdatei: 1061278867
- International Standard Name Identifier: 0000 0003 6764 9958
- Library of Congress Control Number: no92010213
- Nationale Bibliotheek van Tsjechië: xx0075403
- Nationale Bibliotheek van Israël: 987007389402605171
- Virtual International Authority File: 231904313
- WorldCat: E39PBJwhDmw6mh8dBbG4pjWkXd